# Чебан, Тамара Савельевна

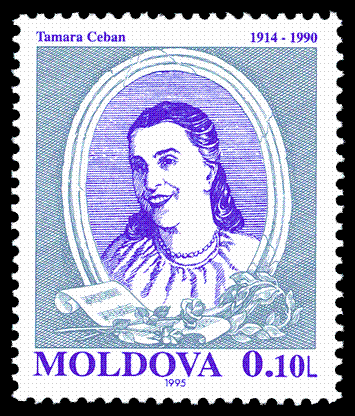
Почтовая марка Молдовы, 1995 год

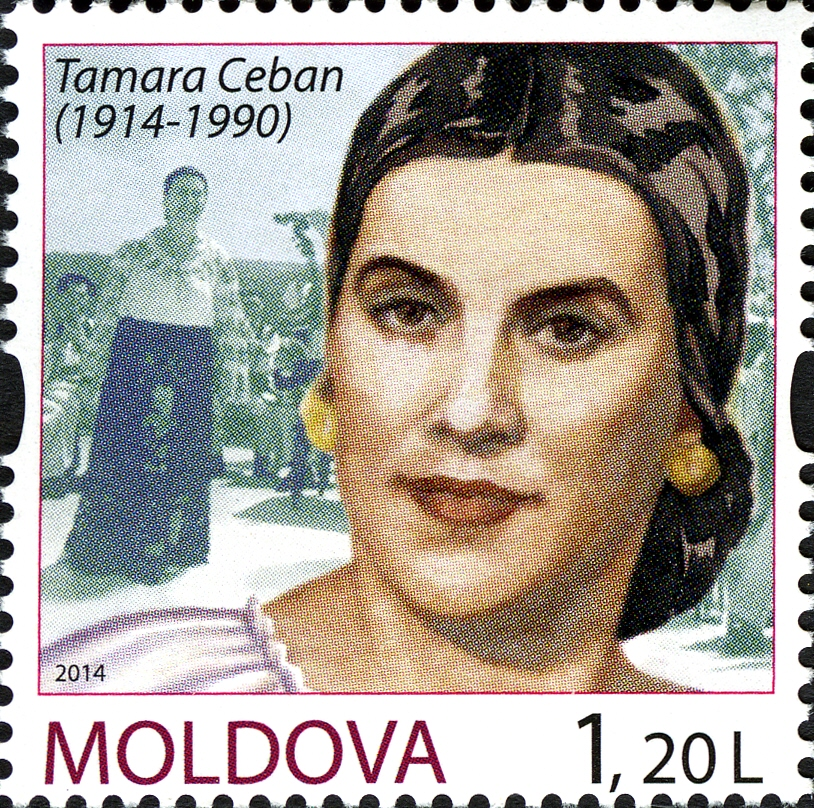
Почтовая марка Молдовы, посвящённая 100-летнему юбилею певицы. 2014

Тама́ра Саве́льевна Чеба́н (урождённая Тарату́нская, рум. Tamara Ciobanu; 22 ноября (5 декабря) 1914, Березложи, Оргеевский уезд, Бессарабская губерния — 23 октября 1990, Кишинёв) — молдавская, советская певица (сопрано), исполнительница молдавских народных песен, педагог. Народная артистка СССР (1960). Лауреат Сталинской премии третьей степени (1950).

## Биография
Тамара Чебан родилась 22 ноября (5 декабря) 1914 года (по другим источникам — 9 (22) октября 1914 года) в селе Березложи (ныне в Оргеевском районе Республики Молдова) в семье крестьян Савелия Павловича Таратунского (1888—1945), уроженца хутора Сирбинка Черноморской губернии, и Александры Петровны Таратунской (в девичестве Батыр, 1895—1945).
В 1932 году окончила женский лицей княгини Дадиани в Кишинёве (по другим источникам — гимназию «Regina Maria»), затем Школу фельдшеров (1936—1938). Пела в качестве певицы-сопрано в архиерейском хоре Кафедрального собора Кишинёва под управлением М. Березовского. Брала частные уроки по вокалу у А. П. Антоновского, А. Дическу, Г. Афанасиу. В течение 1938—1940 годов также изучала музыку в частной Кишинёвской консерватории «Municipal». В 1940 году, уже работая медсестрой, поступила в Кишинёвскую консерваторию (ныне Академия музыки, театра и изобразительных искусств) в класс Л. Я. Липковской.
Во время войны по мобилизации уехала в Саратов, где, работая в госпитале, занималась по классу вокала в Саратовской консерватории (1941—1944) у Г. Я. Белоцерковского и А. М. Пасхаловой. В эти же годы начала артистическую карьеру как солистка на радио города, пела в концертах, выступала в воинских частях, перед ранеными, начала сотрудничать с украинской хоровой капеллой «Думка».
Вернувшись после освобождения города в Кишинёв, при содействии ректора Кишинёвской консерватории Д. Г. Гершфельда продолжила прерванное войной музыкальное образование и в 1946 году окончила консерваторию по классу пения у Л. О. Бабич.
В 1945—1951 годах пела в Кишинёвской оперной студии, которой руководил дирижёр Б. С. Милютин, организованной композитором Д. Г. Гершфельдом при консерватории. На сцене дебютировала в 1946 году в партии Чио-Чио-сан в опере «Мадам Баттерфляй» Дж. Пуччини, которая наряду с партией Татьяны в опере «Евгений Онегин» П. И. Чайковского стали лучшими ролями в её исполнении. В эти же годы была солисткой Молдавского радио.
В 1947 году на первом Всемирном фестивале молодежи и студентов в Праге завоевала званием лауреата и диплом I степени, исполнив песни, которые стали визитной карточкой Молдовы: «Дойна», «Мэриоара», «Ляна».
В 1949—1973 годах — солистка оркестра народных инструментов Ансамбля песни и танца «Флуераш» Молдавской филармонии (ныне Национальная филармония имени Сергея Лункевича). Вела активную концертную деятельность, в её репертуаре свыше 400 песен, в том числе «Ляна», «Моришка», «Лелицэ Марие», песни других народов СССР, а также произведения молдавских композиторов («Новая дойна» Е. К. Коки, «Праздничная хора», «Кэнэцуе» Д. Е. Георгицэ и др.).
Гастролировала за рубежом: Румыния, Польша, Чехословакия, Венгрия, Югославия, Австрия, ГДР, Финляндия, Канада, Монголия, Индия и др.
На протяжении своей карьеры сотрудничала с музыкантами С. Лункевичем, Д. Федовым, Г. Ешану, В. Поляковым и др.
В фонде звуковых архивов Национального радио хранится множество народных песен в исполнении певицы.
С 1973 по 1985 год преподавала вокал в Кишинёвском институте искусств им. Г. Музическу (ныне Академия музыки, театра и изобразительных искусств) (с 1976 — доцент кафедры вокала).
С 1972 года — почётный председатель Музыкально-хорового общества Молдавской ССР.
Член КПСС с 1953 года. Депутат Верховного Совета СССР 3—5-го созывов (1950—1962).
Ушла из жизни 23 октября 1990 года в Кишинёве. Похоронена на Центральном (Армянском) кладбище.

### Семья
- Сестра — Валентина Савельевна Савицкая (1927—2020), певица. Народная артистка Молдавской ССР (1964).

## Награды и звания
- Заслуженная артистка Молдавской ССР (1949)
- Народная артистка Молдавской ССР (1953)[5]
- Народная артистка СССР (1960)
- Сталинская премия третьей степени (1950) — за исполнение молдавских народных песен
- Орден Ленина (1964)
- Орден Трудового Красного Знамени (1949)
- Орден Дружбы народов (1974)
- Орден Октябрьской Революции.

## Фильмография
- 1955 — Молдавские напевы — певица

## Память
- В честь певицы названы улицы в Кишинёве, Бельцах, Дрокии, Калараше, Оргееве, Фалештах.
- В 1995 году была выпущена почтовая марка Молдовы, посвященная Т. Чебан.
- В Кишинёве, на доме по улице Штефан чел Маре, 132, где жила певица последние годы, установлена мемориальная доска.
- С 1989 года, в память о Т. Чебан проводится Национальный конкурс исполнителей народной песни, который является сегодня одним из самых престижных в стране.
- В родном селе певицы Березложи школа и музей носят её имя.